# 25:4-regeln
25:4-regeln, infördes av den socialdemokratiska regeringen i Sverige i och med högskolereformen 1977 för att minska den sociala snedrekryteringen till högskolan. Regeln innebar att den som fyllt 25 år, hade kunskaper i svenska och engelska som motsvarade svenska B och engelska A samt hade fyra års dokumenterad arbetslivserfarenhet uppnådde grundläggande behörighet för att söka till högskolan. Vid samma tillfälle infördes högskoleprovet som en extra möjlighet för "25-fyror" att erhålla högskolebehörighet.
Regeln avskaffades inför antagningen till höstterminen 2008 av Regeringen Reinfeldt, samtidigt som möjligheten att få extra tillägg på högskoleprovet för den med arbetslivserfarenhet togs bort.